# هيوستونفيل (إلينوي)
هيوستونفيل (بالإنجليزية: Hutsonville)‏ هي منطقة سكنية تقع في الولايات المتحدة في إنديانا. يقدر عدد سكانها بـ 568 نسمة .

## الموقع الجغرافي
الموقع الجغرافي للمناطق المحيطة بهذه النقطة هو كالتالي: